# LDC (entreprise)
Pour les articles homonymes, voir LDC.
Ne doit pas être confondu avec Groupe Louis-Dreyfus ou LDLC.
LDC (Lambert Dodard Chancereul) est une entreprise de l'industrie agroalimentaire française spécialisée dans la transformation et la commercialisation de volailles ainsi que dans l'élaboration de plats cuisinés à base de viande. Elle achète la volaille aux éleveurs par un système de contractualisation.
Le groupe est l'un des leaders européens de la volaille en volume, et possède notamment les marques Réghalal, Le Gaulois, Maître CoQ, Marie, Traditions d'Asie, Poule et Toque, Matines ainsi que Nature et Respect. Elle abat et commercialise les produits de Loué. LDC doit son nom aux deux sociétés qui fusionnèrent en 1968 pour donner naissance à l'entreprise : la société Lambert et la société Dodard Chancereul.
LDC est coté en bourse Euronext Paris - Compartiment A et fait partie des indices : CAC All Shares et PEA.

## Historique

Ancien logo.

En 1909, la famille Lambert possède et gère un abattoir de volailles à Sablé-sur-Sarthe (Sarthe), qui prendra le nom de « Lambert volailles » en 1954.
En 1953, la famille Dodard Chancereul possède et gère un abattoir de volailles à Saint-Denis-d'Anjou (Mayenne).
Dans les années 1960, les deux enterprises, tiennent, chacune de leur côté, des étals aux marchés de Loué et de Châteauneuf-sur-Sarthe et engagent les premiers éleveurs de volailles sous contrat.
En 1968 « LDC » naît par la fusion des abattoirs Lambert et Dodard Chancereul, deux PME de la région Pays de la Loire. La société emploie alors 90 personnes à Sablé-sur-Sarthe.
Le groupe connait depuis 1980 une forte croissance avec de nombreux rachats d'entreprises, majoritairement dans l'ouest de la France. En 1981, le groupe installe un abattoir au Cavol sur la commune de Loué. En 1989, le groupe absorbe l'abattoir Guillet situé à Daumeray. 
En 1990, le groupe créé le département des produits élaborés (DPE) et achète, en 1994, la société « La Toque Angevine » spécialisée dans les produits traiteur.
En avril 2000, LDC amorce un développement en Europe avec le rachat de l'entreprises l'entreprise Drosed (pl) en Pologne.
En 2001, LDC amorce un rapprochement avec l'entreprise « Huttepain » et acquiert « Espri Restauration » spécialisé dans l'activité traiteur.
En 2005, LDC reprend la société « Agis », spécialisée dans la fabrication de plats préparés sous vide, qui possédait la marque « Traditions d'Asie », 
En 2009, le rachat du vendéen Arrivé et sa marque « Maître Coq » est officialisé, ainsi que celui de l'entreprise de plats cuisinés Marie, propriété de la holding Uniq, pour 60 millions d'euros, afin de renforcer les pôles traiteur et surgelés.
En 2015, LDC reprend des activités volaillères du Groupe Avril, de « Boscher Volailles », du groupe Glon-Sanders (issue de la fusion des abattoirs Glon avec Sanders en 1999), ainsi que la société Robichon.
En 2018, elle se développe hors de l'Hexagone en acquérant le groupe « Tranzit », en Hongrie, spécialisée dans les oies et canards.
En juillet 2022, la direction de LDC annonce entrer en négociations exclusives avec le groupe Avril dans le but d'acquérir le fonds de commerce de la marque « Matines », et d'« Ovoteam » deux entreprises spécialisées dans les œufs.
Au troisième trimestre de son exercice décalé 2023-2024, LDC opte pour une stratégie de baisse des prix de ses produits volaille afin d'augmenter ses volumes de vente. Lors de cette période, ses ventes ont progressé de 3,5 %, à 1,1149 milliard d'euros.
En 2024, LDC acquiert la société « Délice de Saint-Léonard » spécialisée dans les pizzas, quiches… en Bretagne et de la société « Indykpol », leader de la viande de dinde en Pologne,.
Lors de l'exercice décalé 2024-2025, LDC enregistre une hausse de ses ventes annuelles, à 6,32 milliards d'euros,  grâce à des acquisitions et une hausse des volumes. Cela représente une augmentation de 2 % par rapport à l'exercice 2023/2024 (6,2 milliards d'euros).
En mai 2025, le groupe LDC achète l'entreprise Pierre Martinet, le « traiteur intraitable »,.

## Activité
En 2021, LDC possède 93 sites, 14 plateformes et 10 organismes de production principalement en France, Hongrie, Pologne et Belgique. L’entreprise compte désormais plus de 23 000 salariés. L’entreprise a réalisé 4,4 milliards d’euros de chiffre d'affaires en 2020.

### Organisation
LDC est organisé autour de quatre pôles :
- Pôle Amont : accouvage, céréales, fabrication d'aliments, élevage, œufs.

- Pôle Volaille : Abattage, découpe, transformation et commercialisation des volailles à travers une offre variée en termes d'origine géographique, de cahier des charges (label, certifiés, classique, bio, etc.) et de présentation (poulets entiers, découpées, charcuterie de volaille, panés, produits élaborés, etc.).

- Pôle Traiteur : fabrication et commercialisation de plats cuisinés, produits asiatiques, sandwiches, quiches et pizza (Marie, Traditions d’Asie, Régalette, etc.).

- Pôle International et export : Présence de sites à l'international, et exportation des produits du groupe. Des sites sont présents en Pologne, Hongrie, et Belgique principalement. La production est locale pour vendre localement.

### Marques
- Le Gaulois
- Marie
- Maître CoQ
- Tradition d'Asie
- Loué
- Réghalal
- Matines
- Poule et Toque
- Nature et Respect
- Régalette

## Actionnaires
Liste des principaux actionnaires au 9 mars 2022 :
| Actionnaire                           | %      |
| ------------------------------------- | ------ |
| Famille Lambert                       | 39,2 % |
| Famille Chancereul                    | 17,3 % |
| Cooperative Agricole Fermiers de Loue | 9,35 % |
| Famille Huttepain                     | 8,86 % |
| Famille Guillet                       | 3,89 % |
| Sofiprotéol                           | 3,11 % |
| Actionnariat salarié                  | 2,14 % |
| DNCA Finance                          | 1,36 % |
| Varenne Capital Partners              | 0,81 % |
| Lazard Frères Gestion                 | 0,60 % |

## Controverses
Des activistes antispécistes ont attaqué plusieurs filiales du groupe LDC sur les conditions d'élevage et les choix de sélection des animaux élevés, santé déplorable de leurs poulets, entassés par milliers dans une atmosphère suffocante,.
Entre autres reproches, le groupe LDC ne respecterait pas la charte European Chicken Commitment, portée depuis 2017 par plusieurs ONG se présentant comme défendant le bien-être animal .